# Новозибків (станція)
Новозибків (рос. Новозыбков) — вузлова залізнична станція в Росії. Розташована в однойменному місті Новозибківського району Брянської області.
Від станції відгалужуються лінії у напрямку Брянська, Гомеля та Климове.

## Пасажирське сполучення
На станції зупиняються поїзди далекого та приміського сполучення.